# Rymosia batava
Rymosia batava är en tvåvingeart som först beskrevs av Barendrecht 1938.  Rymosia batava ingår i släktet Rymosia och familjen svampmyggor. Enligt den finländska rödlistan är arten otillräckligt studerad i Finland. Arten är reproducerande i Sverige. Inga underarter finns listade i Catalogue of Life.